# 社会主义者 (爱尔兰报纸)
《社会主义者》（英語：The Socialist）是爱尔兰托洛茨基主义政党社会党的官方报纸。该报每月出版1期，也可在网上阅读。该报于1990年代初期创刊，起初为不定期发行。